# Publi Corneli Rufí (cònsol)
Publi Corneli Rufí (en llatí Publius Cornelius P. F. Rufinus) va ser un magistrat romà fill del dictador de l'any 334 aC Publi Corneli Rufí. Formava part de la gens Cornèlia, una antiga família romana d'origen plebeu.
Va ser dues vegades cònsol i una dictador. La primera vegada que va ser elegit cònsol era l'any 290 aC amb Marc Curi Dentat i va fer la guerra contra els samnites, guerra que va finalitzar, i a causa d'això va obtenir el triomf al seu retorn a Roma. Va ser cònsol per segona vegada l'any 277 aC amb Gai Juni Brut Bubulc i va continuar la guerra contra els samnites i els grecs de la Magna Grècia que ja no disposaven de la protecció de Pirros. En aquest consolat va conquerir Crotona.
Rufí era avariciós i tenia mal caràcter i va exercir el segon consolat o la dictadura en un any no determinat (potser el 280 aC) perquè era un gran general i els romans el necessitaven. El 275 aC va ser expulsat del Senat pels censors Gai Fabrici Luscí i Quint Emili Pap, per haver-se apoderat de deu lliures de plata. Es deia que Rufí va perdre la vista mentre dormia, quan somiava amb aquesta expulsió. Publi Corneli Rufí Sul·la, un net seu, va ser el primer a portar el cognom Sul·la.